# Väinämöinen

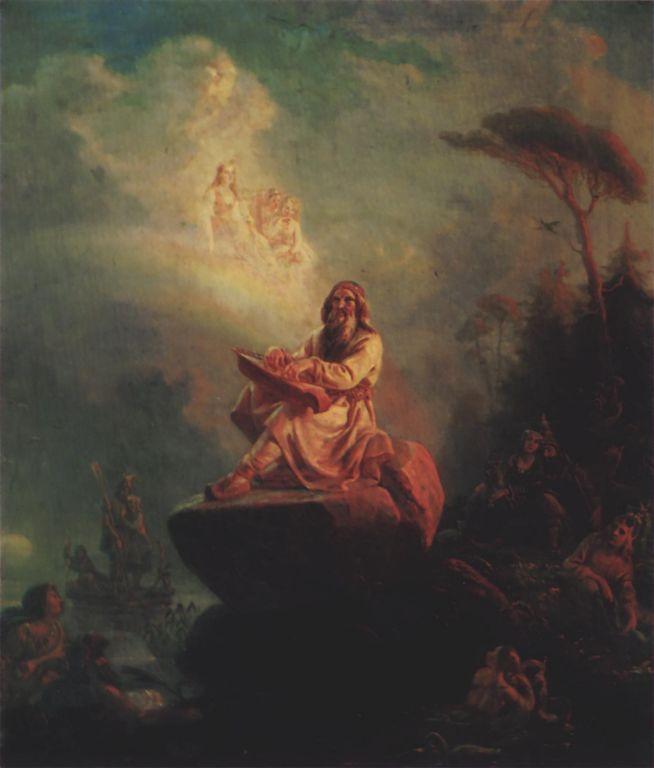
RW Ekman: Väinämöinen

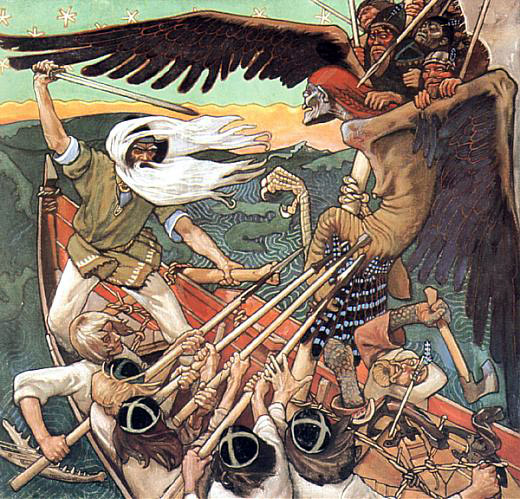
Sammon puolustus (" La defensa del Sampo ", 1896), mural d'Akseli Gallen-Kallela al Museu d'Art de Turku.

Väinämöinen o Väino és un personatge mitològic finès descrit com un home ancià i savi amb una veu portentosa i màgica, que protagonitza la llegenda de Vainamoinen l'etern cantor, explicació mitològica de l'origen del món i la raça humana. Väinämöinen apareix amb la seva gran barba blanca confrontant Louhi transformada en una au.
Segons la contextualització èpica, Vainamoinen va ser concebut per la filla de la naturalesa, Ilmatar o Luonnotar. en trobar-se aquesta amb el vent i les onades. Durant set-cents trenta anys va portar el nen a les entranyes sense néixer, asseguda sobre el mar. Un dia un ànec salvatge es va aturar al genoll que sobresortia de l'aigua i allà va construir el seu niu, on va posar set ous: sis d'or i un de ferro. Quan la noia va sacsejar el seu cos aquests ous van caure al mar i es van trencar. D'aquests ous van néixer la terra, els cels, la lluna, els estels i els núvols.
Després de deu anys la filla de la natura va crear les illes i els continents, però Vainamoinen no naixeria, sinó fins a trenta anys després, invocant la força del sol i les estrelles, i deixant que la seva mare tornés al cel. Vainamoinen va haver de vagar vuit anys pel mar abans de poder arribar a terra ferma, cosa que li donaria un fill, Pellervoinen, a qui Vainamoinen li va demanar que sembrés el terra d'arbres i flors, donant origen també a la primera collita.
Vainamonen és també el savi etern, que posa en ordre el caos i qui funda la terra de Kaleva, on succeeixen gran part dels esdeveniments del Kalevala. La seva recerca ansiosa després d'una esposa posarà a la terra de Kaleva en un primer contacte amistós, després hostil, amb el territori veí, ombrívol i perillós del nord anomenat Pohjola. La relació entre les dues terres i els seus personatges, que es transformarà en un llarg i èpic conflicte, culminarà en la consecució i posterior despulla del Sampo, un artefacte màgic que crearà l'eminent ferrer Ilmarinen.